# Naucalpan de Juárez
Naucalpan de Juárez è un comune dello Stato del Messico, appartenente alla Zona Metropolitana di Città del Messico.
Il nome deriva dalla lingua nahuatl e significa "Sulle quattro case" (Nahui = quattro, calli = casa e -pan = sulla).

## Economia
Molte industrie hanno sede in questa città, rendendola una delle aree industrializzate del paese insieme a Monterrey. La maggior parte delle industrie sono attive nei settori della trasformazione alimentare, imbottigliamento, tessile, prodotti di carta, prodotti di minerali non metalliferi e metalli, prodotti chimici e petroliferi, macchinari e prodotti in legno.

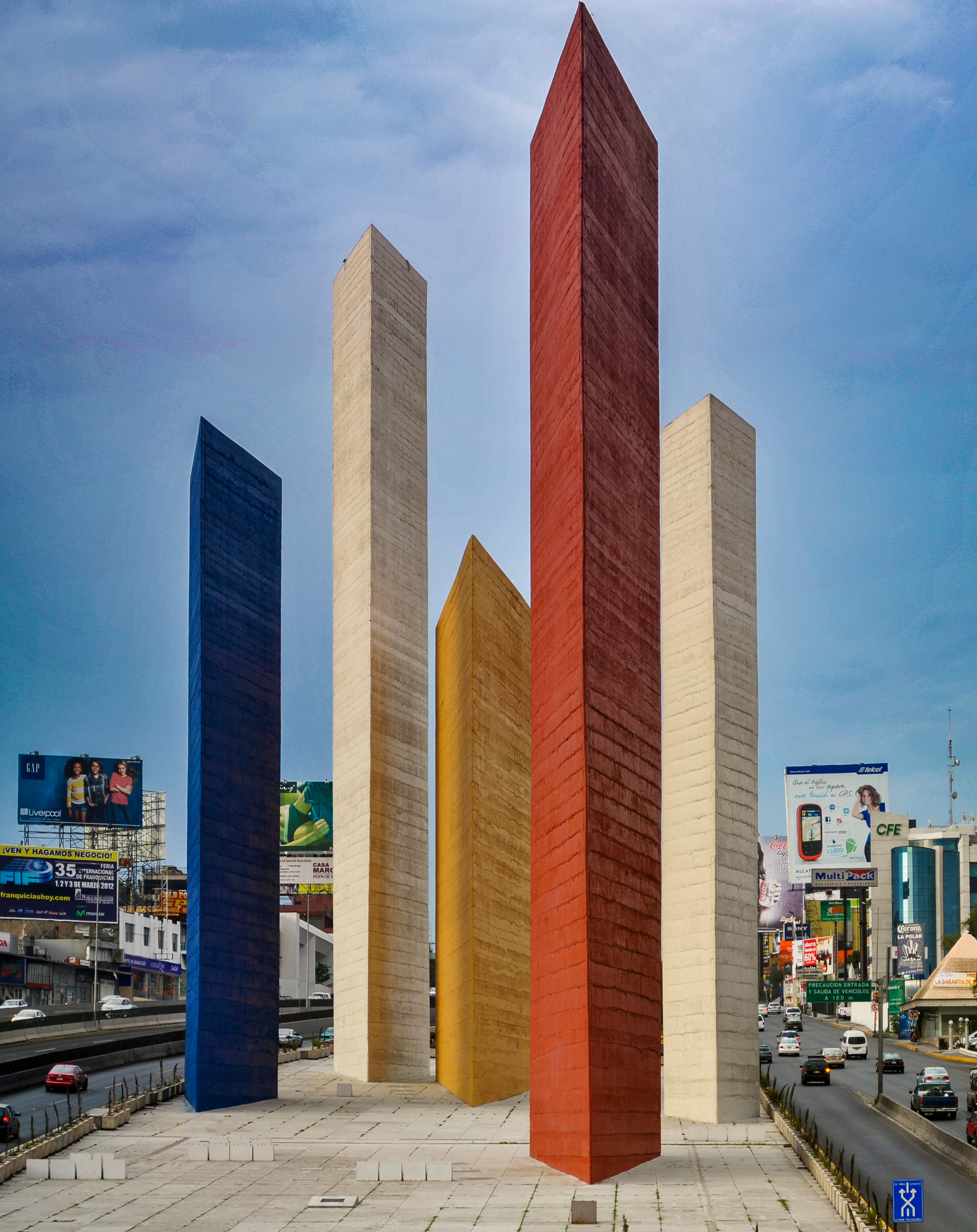
Torres de Satélite.